# Dietes
Genre
Classification phylogénétique
Dietes est un genre de plantes de la famille des Iridaceae.
Ce sont des plantes herbacées vivaces rhizomateuses qui ont la particularité pour les Iridaceae d'avoir leurs tépales libres. Les fleurs sont blanches, crème ou jaunes.
Il en existe six espèces dont cinq sont originaires d'Afrique du Sud et la sixième (Dietes robinsoniana) de l'île Norfolk au large de l'Australie.

## Liste d'espèces
Selon World Checklist of Selected Plant Families (WCSP) (30 janv. 2011) :
- Dietes bicolor (Steud.) Sweet ex Klatt (1866) ;
- Dietes butcheriana Gerstner (1943) ;
- Dietes flavida Oberm. (1967) ;
- Dietes grandiflora N.E.Br., J. Linn. Soc. (1928) ;
- Dietes iridioides (L.) Sweet, Hort. Brit. (1830) ;
- Dietes robinsoniana (F.Muell.) Klatt (1882).